# Saint Pierre (Maurícia)
Saint Pierre é uma vila na Maurícia, localizada no distrito de Moka. O povoado possui uma população estimada de 15.982 habitantes com base no censo de 2010. Em 2022 o vilarejo sediou o Campeonato Africano de Atletismo. 